# Perizoma bidentata
Perizoma bidentata är en fjärilsart som beskrevs av Hüfnagel 1767. Perizoma bidentata ingår i släktet Perizoma och familjen mätare. Inga underarter finns listade i Catalogue of Life.